# Station Krangen-Bussin
Station Krangen-Bussin was een spoorwegstation in de Poolse plaats Buszyno.